# Kanton Auterive
Auterive is een kanton van het Franse departement Haute-Garonne. Het kanton maakt deel uit van het arrondissement Muret.

## Gemeenten
Het kanton Auterive omvatte tot 2014 de volgende 11 gemeenten:
- Auribail
- Auterive (hoofdplaats)
- Beaumont-sur-Lèze
- Grépiac
- Labruyère-Dorsa
- Lagrâce-Dieu
- Mauressac
- Miremont
- Puydaniel
- Venerque
- Vernet

Na de herindeling van de kantons bij decreet van 13 februari 2014, met uitwerking op 22 maart 2015, omvat het volgende 47 gemeenten:
- Auribail
- Auterive
- Bax
- Beaumont-sur-Lèze
- Bois-de-la-Pierre
- Canens
- Capens
- Carbonne
- Castagnac
- Caujac
- Cintegabelle
- Esperce
- Gaillac-Toulza
- Gensac-sur-Garonne
- Goutevernisse
- Gouzens
- Grazac
- Grépiac
- Labruyère-Dorsa
- Lacaugne
- Lafitte-Vigordane
- Lagrâce-Dieu
- Lahitère
- Lapeyrère
- Latour
- Latrape
- Lavelanet-de-Comminges
- Longages
- Mailholas
- Marliac
- Marquefave
- Massabrac
- Mauressac
- Mauzac
- Miremont
- Montaut
- Montbrun-Bocage
- Montesquieu-Volvestre
- Montgazin
- Noé
- Peyssies
- Puydaniel
- Rieux-Volvestre
- Saint-Christaud
- Saint-Julien-sur-Garonne
- Saint-Sulpice-sur-Lèze
- Salles-sur-Garonne